# 아이오딘-131

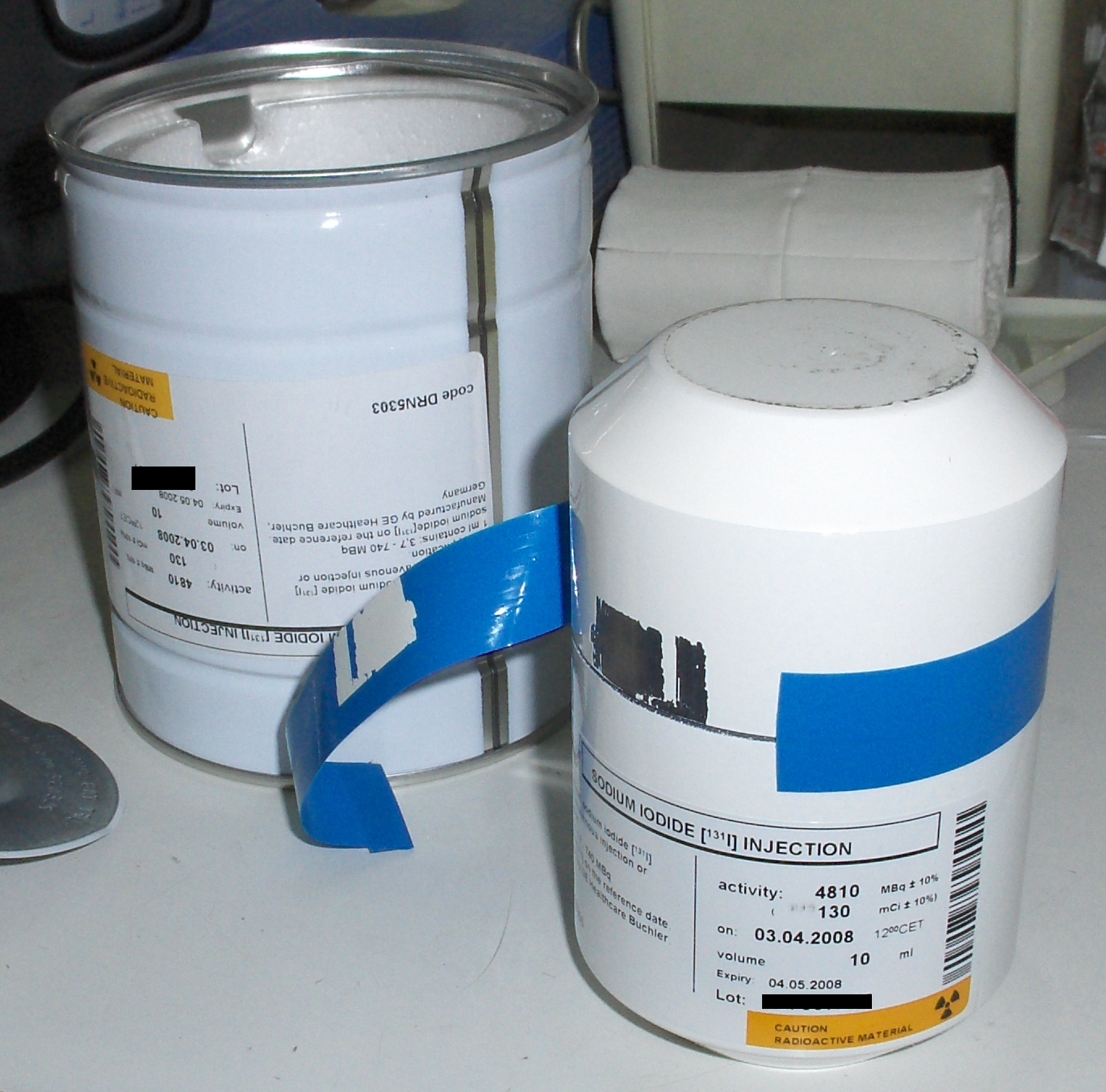

아이오딘-131(영어: iodine-131, radioiodine) 또는 131I는 핵분열시 발생하는 아이오딘(요오드)의 방사성 동위 원소이다. 보통 자연상태에서 존재하는 아이오딘은 아이오딘-127으로 방사능이 없다. 아이오딘-131은 반감기가 8일로 매우 짧다.
131I 원자핵은 0.971 keV의 에너지를 내뿜고 131Xe으로 붕괴한다. 이 붕괴는 먼저 131I 원자핵이 들뜬상태의 131Xe 원자핵으로 베타붕괴하면서 606 keV의 에너지를 방출하고, 131Xe 원자핵이 바닥상태로 돌아가면서 364 keV의 감마선을 방출한다.

## 이용
의료용과 임상 실험에서 사용된다.
짧은 시간에 강한 방사선을 내뿜기 때문에 갑상선 암 치료와 악성 림프종과 같은 종양을 처리하는 또는 암세포를 처리하는 전신-표적 치료 등에 대표적으로 이용된다.

## 사고 이력
1986년 4월 26일 발생한 체르노빌 원자력 발전소 사고에서 아이오딘-131 1,760,000 TBq, 세슘-137 79,500 TBq, 제논-133 6,500,000 TBq, 스트론튬-90 80,000 TBq, 플루토늄 6100 TBq, 그밖에 10여가지 방사성 물질이 유출되었다.
후쿠시마 제1 원자력 발전소 사고와 관련, 2011년 3월 16일, 현지의 재해대책본부가 수돗물 간이검사를 실시했다. 물 1kg에서 아이오딘-131이 177베크렐, 세슘-137이 58베크렐 검출됐다. 일본 원자력안전위원회가 정한 섭취 기준은 물 1kg당 아이오딘이 300베크렐, 세슘이 200베크렐이다.

## 치료
방사성 동위원소인 아이오딘-131에 피폭되면, 아이오딘-131이 갑상선에 축적되어 질병을 일으킨다. 이것을 방지하기 위해, 자연상태의 김이나 다시마 등에 존재하는 아이오딘-127을 섭취하여 미리 갑상선에 아이오딘을 포화시킴으로써 방사성 아이오딘이 갑상선에 모이는 것을 방지할 수 있다. 아이오딘-131에 피폭된 후에 아이오딘-127을 투입하더라도 빠르게 방어하는 효과가 있으며 6시간 이내에 투입하면 50% 효과를 볼 수 있다.
아이오딘-131에 노출되는 것으로 아이오딘-131이 갑상선에 쌓이는 것을 막는 것이 아이오딘제다. 비방사성인 아이오딘제는 100~200 mg 정도를 먹으면 98% 이상 막을 수 있다. 즉, 1정당 50mg의 아이오딘화칼륨 3정 정도를 먹거나 건조 다시마 40g(24시간 피폭 예방이 가능한 아이오딘 100 mg 함유) 정도를 먹으면 된다.
아이오딘은 갑상선호르몬의 필수구성성분으로서, 과도한 복용시 갑상선기능항진증, 갑상선염, 갑상선암, 자가면역성 갑상선질환 등이 발생할 수 있다. 따라서, 갑상선암 환자들은 미역이나 다시마를 먹지 못하게 한다.
이미 갑상선암에 걸려 갑상선을 절제할때, 갑상선세포를 다 없애기 위해 아이오딘-131을 먹기도 한다.

## 같이 보기
- 아이오딘
- 아이오딘-127
- 아이오딘-129
- 세슘-137
- 갑상선암